# Саратська селищна рада
Сара́тська се́лищна ра́да — орган місцевого самоврядування Саратської селищної громади Білгород-Дністровського району Одеської області. Селищна рада утворена в 1957 році як адміністративно-територіальна одиниця.

## Склад ради
Рада складається з 30 депутатів та голови.
- Голова ради: Негодяєв Анатолій Леонідович
- Секретар ради: Єрьоменко Світлана Володимирівна

### Керівний склад попередніх скликань
| Прізвище, ім'я, по батькові  | Основні відомості                                           | Дата обрання | Дата звільнення |
| ---------------------------- | ----------------------------------------------------------- | ------------ | --------------- |
| Русляченко Сергій Мойсейович | Селищний голова, 1955 року народження, член Партії регіонів | 26.03.2006   | 31.10.2010      |
| Петкович Вадим Петрович      | Селищний голова, 1977 року народження, освіта вища          | 31.10.2010   | 18.03.2012      |
| Райчева Вікторія Дмитрівна   | Селищна голова, освіта вища, член партії «Наш край»         | 25.10.2020   | Нині на посаді  |

Примітка: таблиця складена за даними сайту Верховної Ради України

### Депутати
За результатами місцевих виборів 2010 року депутатами ради стали:

#### За суб'єктами висування
| Суб'єкт висування                                       | Кількість обраних депутатів | %    |
| ------------------------------------------------------- | --------------------------- | ---- |
| Самовисування                                           | 15                          | 50   |
| Політична партія «Сильна Україна»                       | 4                           | 13,3 |
| Партія регіонів                                         | 3                           | 10   |
| Народна партія                                          | 2                           | 6,7  |
| Політична партія «Народна Самооборона»                  | 2                           | 6,7  |
| Соціалістична партія України                            | 2                           | 6,7  |
| Партія Пенсіонерів України                              | 1                           | 3,3  |
| Політична партія Всеукраїнське об'єднання «Батьківщина» | 1                           | 3,3  |

#### За округами
| № округу                                                | Прізвище, ім'я, по батькові      | Дата визнання обраним | Освіта  | Партійна приналежність                                                                     | Відомості про обраного депутата                                   |
| ------------------------------------------------------- | -------------------------------- | --------------------- | ------- | ------------------------------------------------------------------------------------------ | ----------------------------------------------------------------- |
| Народна Партія                                          |                                  |                       |         |                                                                                            |                                                                   |
| 4                                                       | Терьохін Сергій Михайлович       | 12.11.2010            | середня | позапартійний                                                                              | приватний підприємець                                             |
| 23                                                      | Прокоф'єв Сергій Іванович        | 12.11.2010            | середня | член Народної партії                                                                       | Саратський ОРВК, фахівець                                         |
| Партія Пенсіонерів України                              |                                  |                       |         |                                                                                            |                                                                   |
| 27                                                      | Латинський Володимир Семенович   | 12.11.2010            | середня | член Партії пенсіонерів України                                                            | приватний підприємець                                             |
| Партія регіонів                                         |                                  |                       |         |                                                                                            |                                                                   |
| 7                                                       | Подуст Василь Іванович           | 12.11.2010            | вища    | член Партії регіонів                                                                       | пенсіонер                                                         |
| 12                                                      | Дімов Анатолій Іванович          | 12.11.2010            | середня | позапартійний                                                                              | Саратський АРЗСП України в МНС, начальник складу                  |
| 19                                                      | Сапунов Іван Іванович            | 12.11.2010            | вища    | член Партії регіонів                                                                       | КЗ Саратська ЦРЛ, заст. головного лікаря                          |
| Політична партія Всеукраїнське об'єднання «Батьківщина» |                                  |                       |         |                                                                                            |                                                                   |
| 2                                                       | Євчев Федір Георгійович          | 12.11.2010            | вища    | член Всеукраїнського об'єднання «Батьківщина»                                              | ВАТ «Укртелеком», інженер                                         |
| Політична партія «Народна Самооборона»                  |                                  |                       |         |                                                                                            |                                                                   |
| 8                                                       | Колісник Юрій Іванович           | 12.11.2010            | вища    | позапартійний                                                                              | приватний підприємець                                             |
| 24                                                      | Чемерис Лілія Іванівна           | 12.11.2010            | середня | позапартійна                                                                               | Саратське Українське товариство мисливців і рибалок, старший єгер |
| Політична партія «Сильна Україна»                       |                                  |                       |         |                                                                                            |                                                                   |
| 1                                                       | Єрьоменко Світлана Володимирівна | 12.11.2010            | вища    | член Політичної партії «Сильна Україна»                                                    | Саратська РДА, державний реєстратор                               |
| 9                                                       | Сочинський Руслан Вікторович     | 12.11.2010            | середня | член Політичної партії «Сильна Україна»                                                    | приватний підприємець                                             |
| 18                                                      | Ніколов Анатолій Іванович        | 12.11.2010            | середня | член Політичної партії «Сильна Україна»                                                    | ТОВ «Каркас ЛД», виконроб                                         |
| 28                                                      | Кімліченко Лілія Власівна        | 12.11.2010            | вища    | член Політичної партії «Сильна Україна»                                                    | УПФУ у Саратському районі, фахівець                               |
| Соціалістична партія України                            |                                  |                       |         |                                                                                            |                                                                   |
| 20                                                      | Тарасюк Юрій Анатолійович        | 12.11.2010            | вища    | член Соціалістичної партії України                                                         | Саратська РДА, начальник архівного відділу                        |
| 29                                                      | Молчанова Алла Михайлівна        | 12.11.2010            | вища    | член Соціалістичної партії України                                                         | Саратська загальноосвітня школа, вчитель                          |
| Самовисування                                           |                                  |                       |         |                                                                                            |                                                                   |
| 3                                                       | Лозова Неля Анатоліївна          | 12.11.2010            | вища    | позапартійна                                                                               | дитячий ясла-сад № 2, вихователь                                  |
| 5                                                       | Запорощенко Вікторія Олегівна    | 12.11.2010            | вища    | позапартійна                                                                               | Саратська селищна рада, юрист                                     |
| 6                                                       | Парфута Валентина Павлівна       | 12.11.2010            | середня | позапартійна                                                                               | Саратська ЦРЛ, бібліотекар                                        |
| 10                                                      | Лотоцький Віталій Євгенович      | 10.01.2011            | вища    | член Партії регіонів                                                                       | ТОВ «Саратський ЗПТ», головний технолог                           |
| 11                                                      | Іовчев Іван Пилипович            | 12.11.2010            | вища    | позапартійний                                                                              | завод продтоварів, головний інженер                               |
| 13                                                      | Коваль Євгенія Федорівна         | 12.11.2010            | вища    | позапартійна                                                                               | Саратська селищна рада, секретар                                  |
| 14                                                      | Верьовкін Павло Миколайович      | 30.05.2012            | вища    | член Політичної партії «УДАР (Український Демократичний Альянс за Реформи) Віталія Кличка» | приватний підприємець                                             |
| 15                                                      | Станецький Олег Ігорович         | 12.11.2010            | вища    | позапартійний                                                                              | тимчасово не працює                                               |
| 16                                                      | Міщенко Ніна Матвіївна           | 12.11.2010            | середня | позапартійна                                                                               | Саратська селищна рада, соціальний працівник                      |
| 17                                                      | Котелевський Олександр Федорович | 12.11.2010            | вища    | позапартійний                                                                              | ВАТ «Укртелеком», тимчасово не працює                             |
| 21                                                      | Мінчев Федір Дмитрович           | 12.11.2010            | вища    | позапартійний                                                                              | комунальний заклад Саратська ЦРЛ, лікар                           |
| 22                                                      | Школа Ірина Іванівна             | 12.11.2010            | вища    | позапартійна                                                                               | Саратська селищна рада, фахівець                                  |
| 25                                                      | Судаков Андрій Володимирович     | 10.01.2011            | вища    | позапартійний                                                                              | приватний підприємець                                             |
| 26                                                      | Гетманенко Артем Валентинович    | 12.11.2010            | вища    | позапартійний                                                                              | ПП "Земград"м. Одеса, фахівець                                    |
| 30                                                      | Бочевар Іван Костянтинович       | 12.11.2010            | вища    | член Партії регіонів                                                                       | приватний підприємець                                             |